# El hombre del tiempo

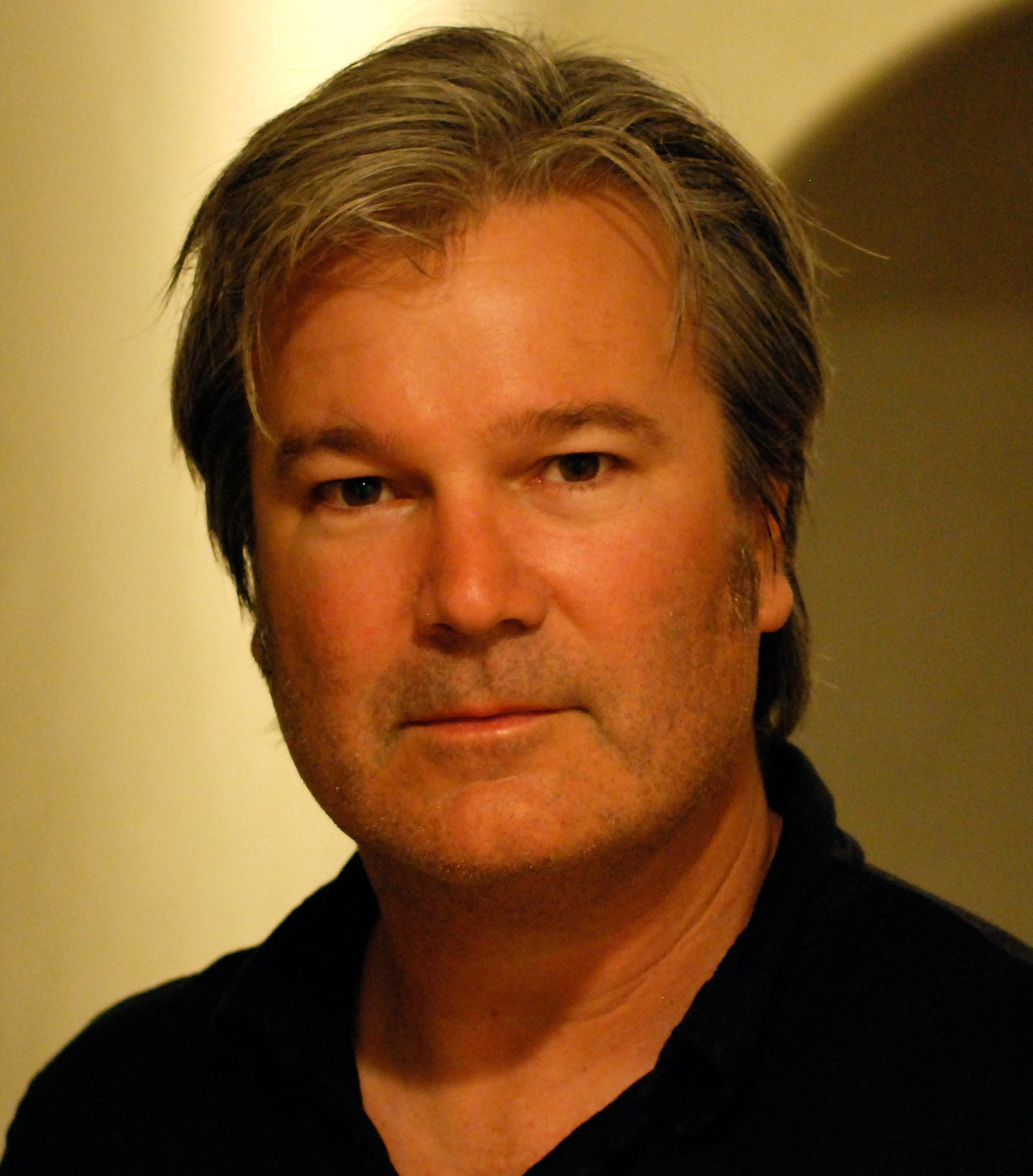
Gore Verbinski

El hombre del tiempo (The Weather Man) es una película estadounidense de comedia dramática oscura de 2005 dirigida por Gore Verbinski, escrita por Steve Conrad y protagonizada por Nicolas Cage, Michael Caine, Hope Davis y Nicholas Hoult.  
La película se estrenó el 28 de octubre de 2005.

## Argumento
David Spritz (Nicolas Cage), un exitoso meteorólogo en un programa de noticias de Chicago , está bien pagado, pero se gana poco respeto por parte de la gente de la zona que le tira comida rápida, sospecha David, porque están resentidos por lo fácil que es su trabajo bien remunerado. es. Dave también se siente eclipsado por su padre, el autor ganador del Premio Pulitzer Robert Spritzel (Michael Caine), quien está decepcionado por la aparente incapacidad de Dave para crecer y lidiar con sus dos hijos. La situación empeora cuando a Robert le diagnostican linfoma y solo le quedan unos pocos meses de vida. A medida que se deprime cada vez más, Dave se dedica al tiro con arco y encuentra en esta actividad una forma de concentrarse y calmar sus nervios.
Más tarde, David recuerda una conversación entre él y su padre, donde su padre le explica que "lo más difícil de hacer y lo correcto son a menudo lo mismo" y que "nada que tenga significado es fácil". David aprecia este consejo, pero le cuesta implementarlo.
Para demostrar su valía ante su padre y posiblemente reconciliarse con Noreen (Hope Davis), su exesposa, Dave busca un puesto de meteorólogo en un programa de entrevistas nacional llamado Hello America. El trabajo casi cuadriplicaría su salario, pero significa mudarse a la ciudad de Nueva York. Cuando Hello America lo invita a Nueva York, se lleva a su hija, Shelly (Gemmenne de la Peña), con él y se une a ella ayudándola a comprar un guardarropa más adecuado. Mientras está fuera, Dave se entera de que su hijo Mike (Nicholas Hoult) atacó a su consejero, Don Bowden (Gil Bellows), alegando que el hombre quería practicarle sexo oral. A pesar de este estrés y de una borrachera que duró toda la noche, Dave impresiona a los entrevistadores de Hello America y finalmente le ofrecen el trabajo.
Cuando regresa, Dave abofetea a Russ (Michael Rispoli), el novio de Noreen, cuando lo encuentra lidiando con la situación de su hijo. Más tarde, Dave se enfrenta al consejero en su casa, lo golpea y le advierte que le espera algo peor.
La familia celebra un funeral en vivo para Robert organizado por la madre de Dave, Lauren (Judith McConnell), en el que Dave le pide a Noreen que se reconcilie y se mude a Nueva York, pero ella ha decidido casarse con Russ. Dave y Robert tienen una última charla, en la que Dave rompe a llorar, inseguro de las elecciones de su vida. Robert lo consuela diciéndole que tiene tiempo de "tirar" la basura de su vida. Robert muere poco después.
La película termina varios meses después, después de que Dave aceptó el trabajo y se mudó a Nueva York. Sin embargo, la gente ha dejado de arrojarle cosas, reflexiona, y esto puede ser un agradable efecto secundario de su afición al tiro con arco, para el que lleva un arco.

## Reparto
- Nicolas Cage es David Spritz (nombre real David Spritzel)
- Michael Caine es Robert Spritzel
- Hope Davis as Noreen
- Nicholas Hoult es Mike Spritzel
- Gemmenne de la Peña es Shelly Spritzel
- Michael Rispoli es Russ
- Gil Bellows es Don Bowden
- Judith McConnell es Lauren Spritzel
- Tom Skilling es WGN Asistente del director

La película incluye cameos de las figuras mediáticas Bryant Gumbel, Ed McMahon, Cristina Ferrare, y Wolfgang Puck.